# Boloria striata
Boloria striata är en fjärilsart som beskrevs av Barend J. Lempke 1936. Boloria striata ingår i släktet Boloria och familjen praktfjärilar. Inga underarter finns listade i Catalogue of Life.